# Julius Zupitza

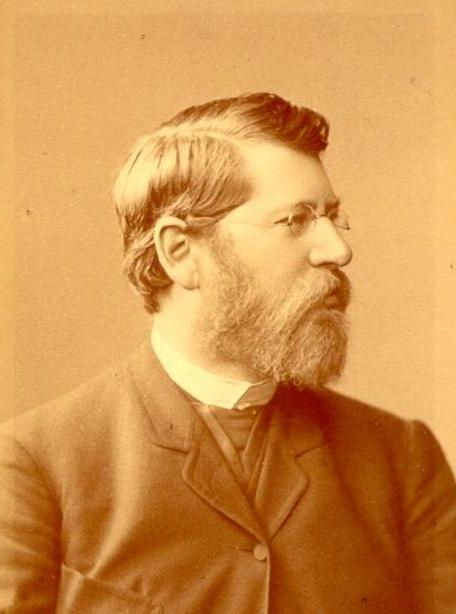
Julius Zupitza.

Julius Zupitza, född den 4 januari 1844 i Kerpen, Oberschlesien, död den 6 juli 1895 i Berlin, var en tysk anglist, grundare av den engelska filologin i Tyskland.
Zupitza var sedan 1869 verksam som privatdocent i germanistik i Breslau, där han föreläste en om de tyska hjältesagorna, tills han 1872 kallades till universitetet i Wien som extra ordinarie professor i nordgermanska språk. Den 21 april 1876 kallades Zupitza till förste ordinarie professor i engelsk filologi vid Berlins universitet. Zupitza var 30 år gammal, när hans forn- och medelengelska övningsbok utkom, vars 5:e upplaga utgavs två år efter hans död, 1897. Han blev 1889 vicepresident för Deutsche Shakespeare-Gesellschaft och 1893 hedersdoktor vid universitetet i Cambridge.